# Pentekostalizm w Meksyku

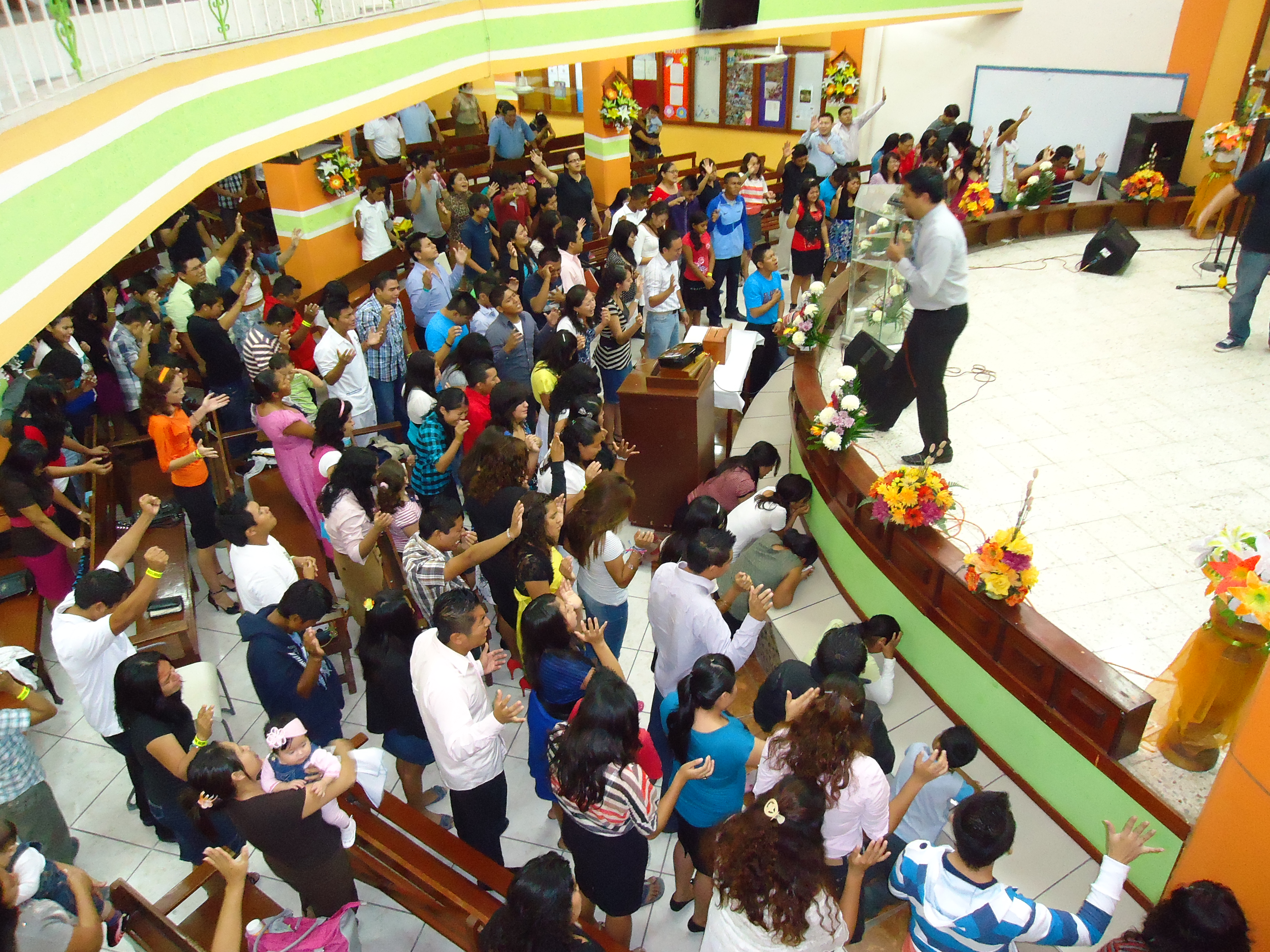
Asambleas de Dios w Cancún

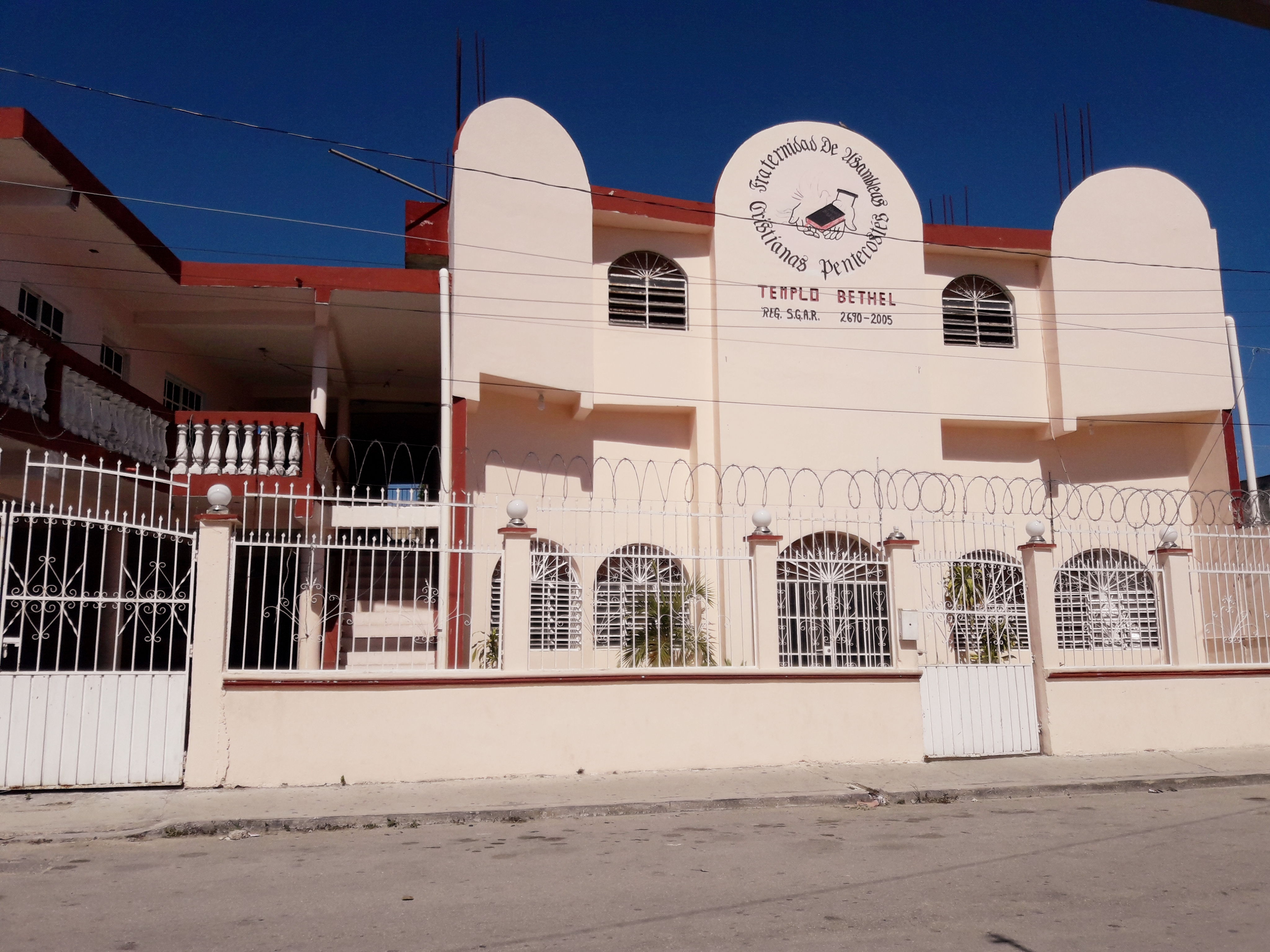
Templo Bethel, Cancun

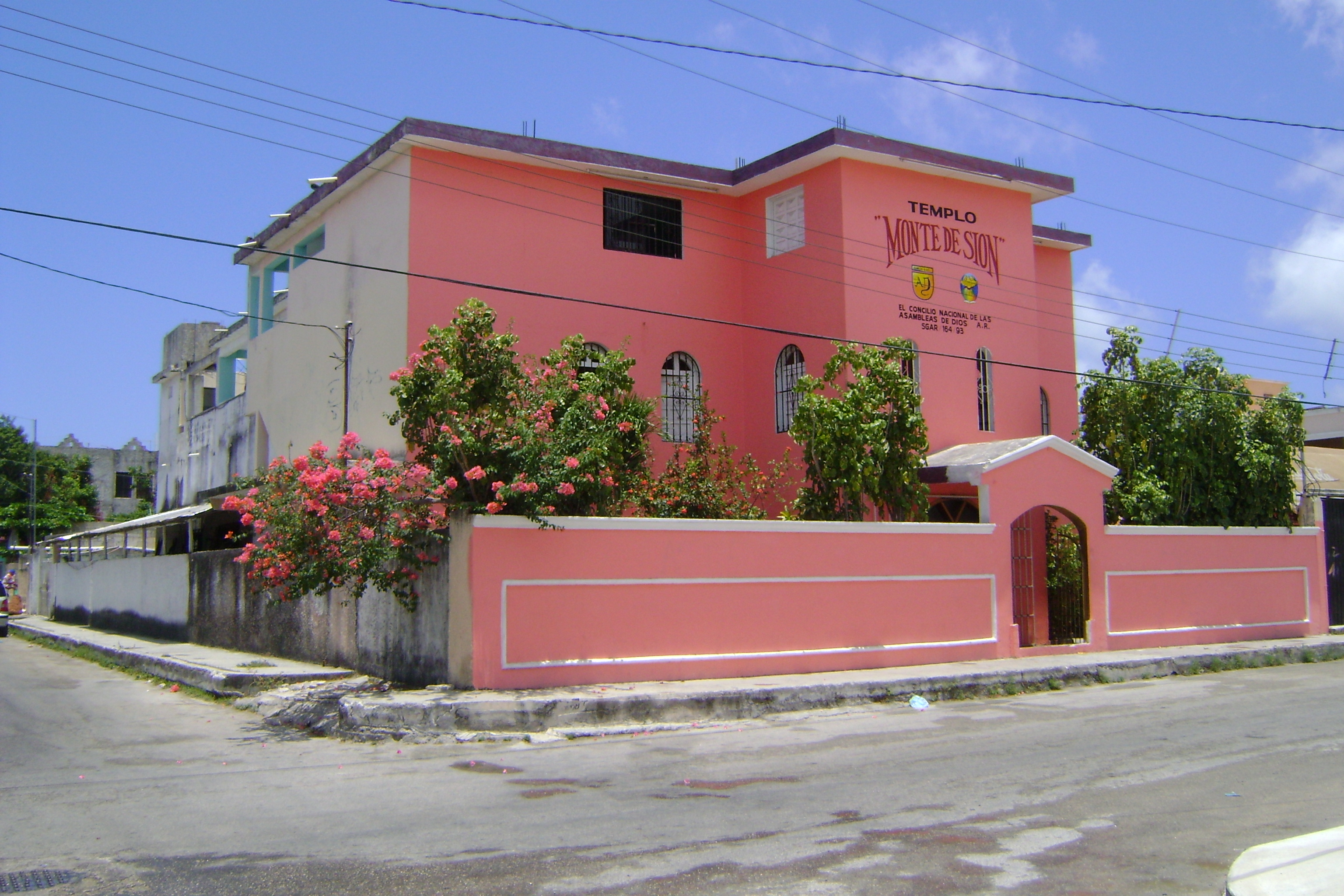
Templo Monte de Sion, Cancun

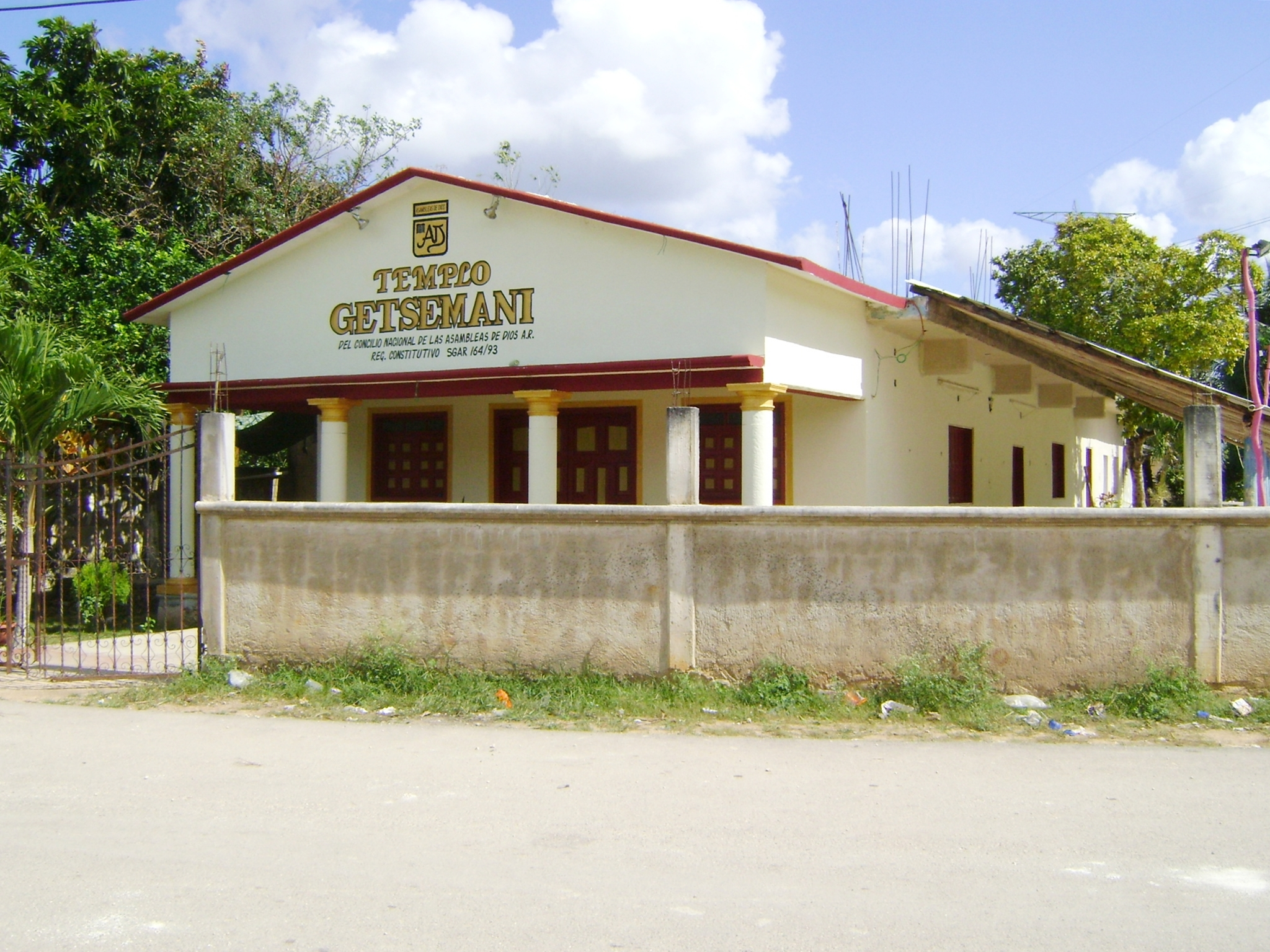
Asambleas de Dios, Quintana Roo

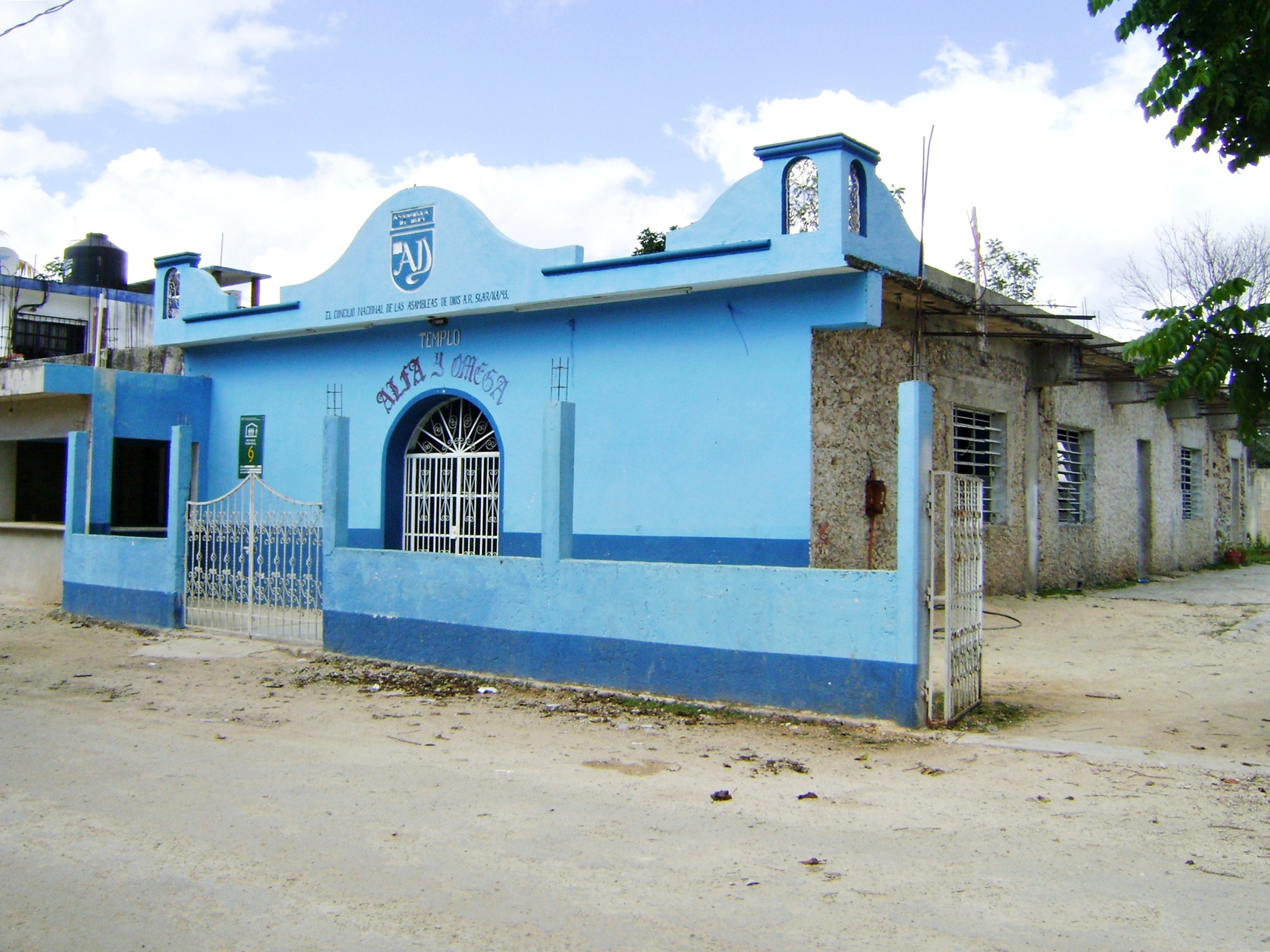
Asambleas de Dios, Quintana Roo

Pentekostalizm w Meksyku – społeczność wyznawców Kościołów zielonoświątkowych w Meksyku. Ruch zielonoświątkowy dotarł do Meksyku w roku 1914 i aż do lat 70. XX wieku był marginalnym ugrupowaniem. W roku 2010 osiągnął około 5% . W Meksyku zielonoświątkowcy dzielą się na cztery główne nurty: jednościowcy, klasyczny pentekostalizm (pierwsza fala), autonomiczny pentekostalizm (druga fala) i charyzmatycy lub neopetekostalizm (trzecia fala). Pentekostalizm Jedności Bóstwa odgrywa większą rolę niż w innych krajach (nie należy go identyfikować z arianami) .

## Historia
Pierwszą osobą nawróconą na pentekostalizm jest Romanita Carbajal de Valenzuela, w 1912 roku, w Los Angeles. W 1914 roku założyła w północnym Meksyku pierwszą zielonoświątkową denominacja – Iglesia Apostólica de la Fe en Cristo Jesús (Kościół Apostolski Wiary w Chrystusa Jezusa). Stąd rozprzestrzenia się po całym Meksyku, a w latach 50. wysyła misjonarzy do innych latynoskich krajów oraz USA. W kościele tym, pomimo iż został założony przez kobietę, kobiety nie są ordynowane. W kościele tym zaszło kilka podziałów, z których najważniejszy miał miejsce w 1926 roku, powstał wtedy La Luz del Mundo (Światło Świata). Kolejny ważny podział miał miejsce w 1942 roku, w wyniku którego powstał La Buen Pastor (Dobry Pasterz). Luz del Mundo jest najważniejszą denominacją jednościowców, prowadzi działalność misyjną w innych latynoskich krajach.
W 1919 przybywają do Meksyku szwedzcy misjonarze Axel i Esther Andersson. W wyniku ich pracy powstaje Fraternidad Pentecostal Independiente. W 1922 roku powstaje Iglesia Cristiana Independiente Pentecostés założony przez Andrésa Ornelasa Martíneza oraz Raymunda Nieto. Oba te kościoły najpierw połączyły się, ale następnie powstało w ich łonie wiele schizm i nowych połączeń. Wśród wyłonionych denominacji wyróżnia się Unión de Iglesias Evangélicas Independientes (Związek Niezależnych Kościołów Ewangelikalnych), utworzony w latach 30. przez Venancio Hernándeza.
Do denominacji utworzonych w początkowym okresie należą ponadto: Zbory Boże (Asambleas de Dios) oraz Iglesia de Dios (Kościół Boży) .
W początkowym okresie swej historii pentekostalizm, podobnie jak i wszystkie protestanckie ugrupowania, docierał głównie do rodowitych Indian. W roku 2000 zielonoświątkowcy stanowili 31,16% ewangelikalnych protestantów (w statystyce tej uwzględniane są tylko te osoby, które mają przynajmniej 5-letni staż w danej religii).
W latach 50. powstaje kolejna pentekostalna denominacja Jedności Bóstwa, jest nią La Voz de la Piedra Angular (Głos Kamienia Węgielnego), założona przez Williama Soto Santiago i nawiązująca do Branhama . 
Obecnie w Meksyku jest ponad 150 zielonoświątkowych denominacji.

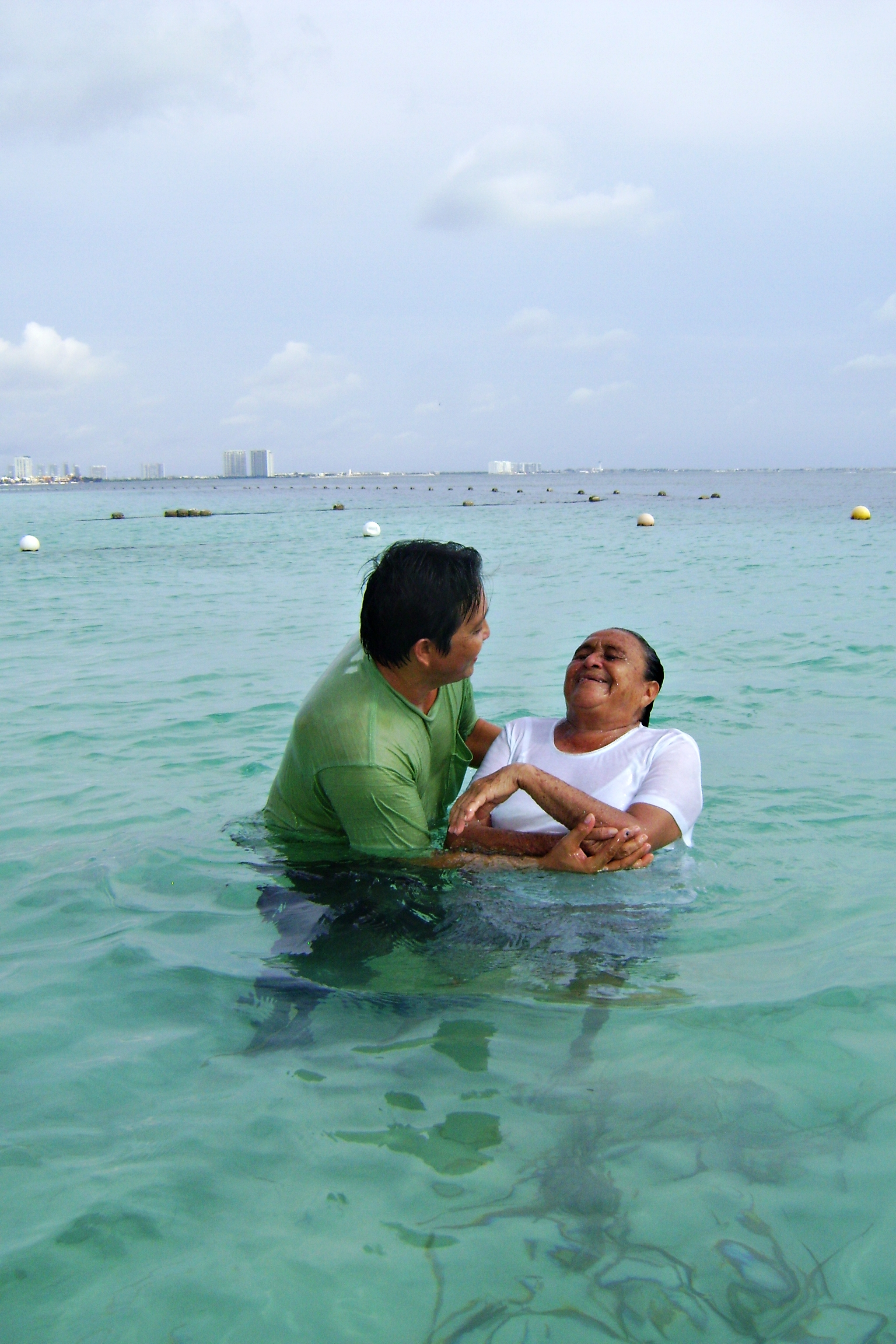
Chrzest w Asambleas de Dios, na plaży w Cancún

## Denominacje

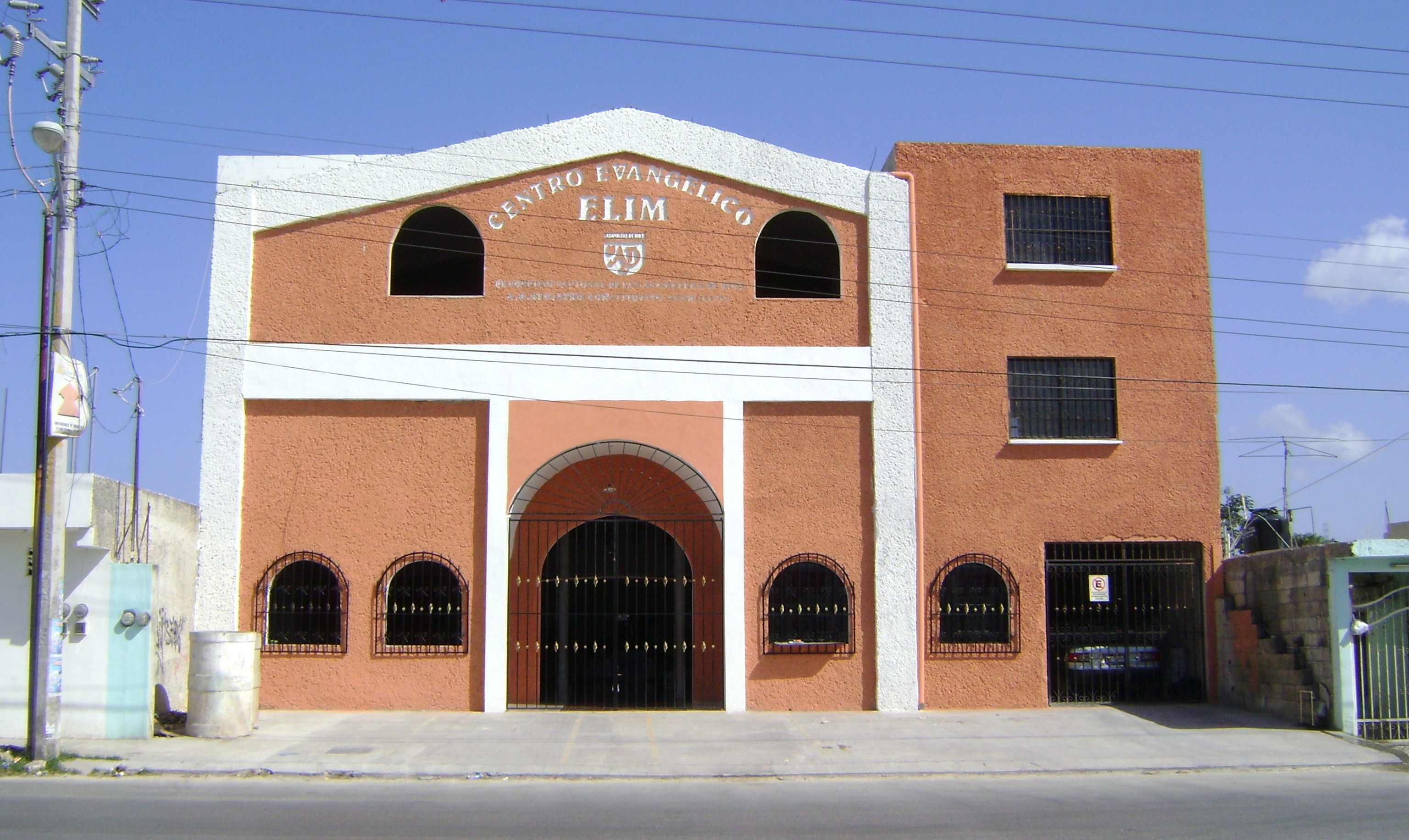
Asambleas de Dios, A.R. Cancún

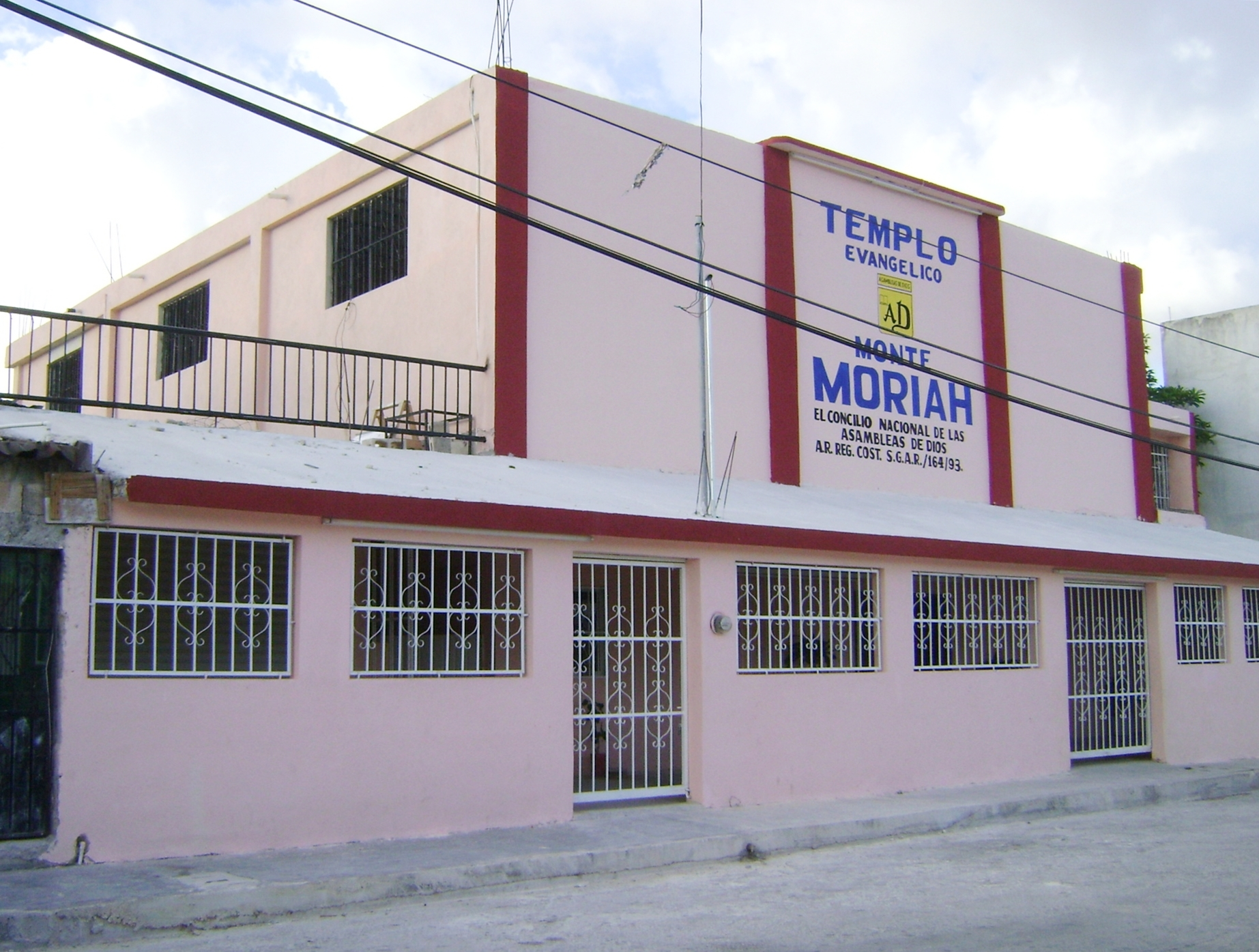
Asambleas de Dios, A.R. Cancún

James W. Dow w 2004 wyliczył następujące denominacje o charakterze pentekostalnym i neopentekostalnym:
- Amistad Cristiana
- Asambleas de Dios – 444 tysiące wiernych (2010)[9]
- Casa de Oración
- Centro de Fe
- Fuerza Agape
- Iglesia Alfa y Omega
- Iglesia Agua Viva
- Iglesia Apostento Alto
- Iglesia Apostólica de la Fe en Cristo Jesús, znany jako Iglesia Apostólica – 159 tysięcy wiernych[9]
- Iglesia de Dios – 189 tysięcy wiernych[9]
- Iglesia de Dios de la Profecía – 32 tysięcy wiernych[9]
- Iglesia El Buen Pastor
- Iglesia del Evangelio Completo
- Iglesia Pentecostal Unida Internacional
- Iglesia de Dios del Evangelio Completo
- Iglesias Pentecostales Independientes
- Iglesia de Dios en la República Mexicana
- Iglesia Cristiana Bethel
- Iglesia Visionera Misionera Pentecostal
- Indígena Pentecostal Tradicionalistas
- La Voz de la Piedra Angular
- Sociedades Cristianas Evangélicas Pentecostales
- Sociedades Cristianas
- Sociedades Evangélicas
- Evangélica Neotestamentaria
- Sociedades Pentecostales
- Pentecostal Independiente
- Sociedades Cristianas Evangélicas
- Sociedades Cristianas Pentecostales
- Sociedades Evangélicas Pentecostales
- Soldados de la Cruz de Cristo

W osobnej grupie wyodrębnił trzy denominacje o zielonoświątkowych korzeniach:
- Iglesia del Dios Vivo
- Columna y Apoyo de la Verdad
- Iglesia La Luz del Mundo

Ponadto w Meksyku istnieją następujące denominacje o charakterze pentekostalnym: 
- Movimiento Iglesia Evangélica Pentecostés Independientes
- Iglesia Jesucristo
- Iglesia Cristiana Interdenominacional – 15 500 wiernych[9]
- Iglesia Mexicana del Evangelio de Cristo
- Iglesia Nacional Evangélica Pentecostés
- Iglesia Universal de Jesús Pentecostés
- Iglesia Cristiana Apostólica Pentecostal